# Włodzimierz Rezner
Włodzimierz Rezner (ur. 8 sierpnia 1943 w Kielcach) – polski kolarz, dziennikarz sportowy, sprawozdawca i komentator.

## Życiorys
Syn Romana. Od piątego roku życia uczestniczył w wyścigach kolarskich. Pod koniec lat 50. uprawiał tę dyscyplinę sportu w barwach Lechii Kielce, gdzie jego trener był Franciszek Kafar, następnie w SHL Kielce, gdzie prowadził go Mieczysław Mela. Nie odnosił jednak większych sukcesów.
Wyjechał do Warszawy na studia w Szkole Głównej Planowania i Statystyki. Po ich ukończeniu powrócił do Kielc i w 1968 rozpoczął pracę w Wojewódzkim Zjednoczeniu Przedsiębiorstw Handlowych. W maju 1971 wygrał konkurs na sprawozdawców sportowych i został dziennikarzem Rozgłośni Polskiego Radia w Kielcach.
Sprawozdawca zawodów kolarskich, w tym igrzysk olimpijskich w Moskwie (1980), Barcelonie (1992) i Atlancie (1996), Wyścigu Pokoju, Tour de Pologne na antenie Polskiego Radia. Zainicjował akcję „Rowerem po radość i zdrowie”.
Od 1968 był działaczem Okręgowego Związku Kolarskiego w Kielcach, w tym jego prezesem, w 1993 został członkiem prezydium zarządu Polskiego Związku Kolarskiego, w zarządzie PZKol. zasiadał także w kolejnych kadencjach.
Od 25 października 2001 do końca kadencji w 2002 był radnym Rady Miasta Kielce.
Został odznaczony Złotym Krzyżem Zasługi (2000, za wybitne zasługi w działalności na rzecz kolarstwa polskiego), Krzyżem Kawalerskim Orderu Odrodzenia Polski (2010, za wybitne zasługi dla rozwoju i upowszechniania kolarstwa w Polsce). W 2020 otrzymał nagrodę w kieleckim plebiscycie „Ludzie z pasją” w kategorii dziennikarz.